# Polo aux Jeux olympiques de 1936
Navigation
Édition précédente
Pour la cinquième fois, les Jeux olympiques d'été accueillent le tournoi olympique de polo.
Il n'y a pas eu de tournoi dans les précédents Jeux de 1928 et 1932. C'est aussi la dernière fois que le polo est représenté aux Jeux.

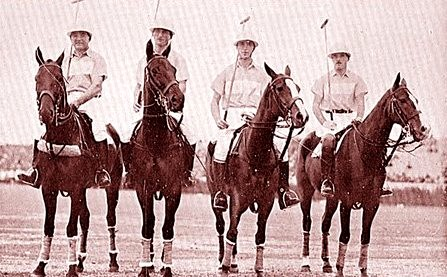
L'équipe de polo d'Argentine, médaillée d'or

## Podium
| Médaille | Équipe      | Participants                                                |
| -------- | ----------- | ----------------------------------------------------------- |
| Or       | Argentine   | Manuel Andrada Roberto Cavanagh Luis Duggan Andrés Gazzotti |
| Argent   | Royaume-Uni | David Dawnay Bryan Fowler Humphrey Guinness William Hinde   |
| Bronze   | Mexique     | Juan Gracia Julio Mueller Antonio Nava Alberto Ramos        |

## Nations participantes
Chaque pays pouvait concourir avec une équipe de 8 joueurs maximum et ils étaient tous éligibles pour participer.
Un total de 21 joueurs* de polo de 5 nations ont participé à ces Jeux:
- Argentine: 4 joueurs d'une équipe de 7
- Allemagne: 4 joueurs d'une équipe de 6
- Royaume-Uni: 4 joueurs d'une équipe de 6
- Hongrie: 5 joueurs d'une équipe de 8
- Mexique: 4 joueurs d'une équipe de 6

### Participants

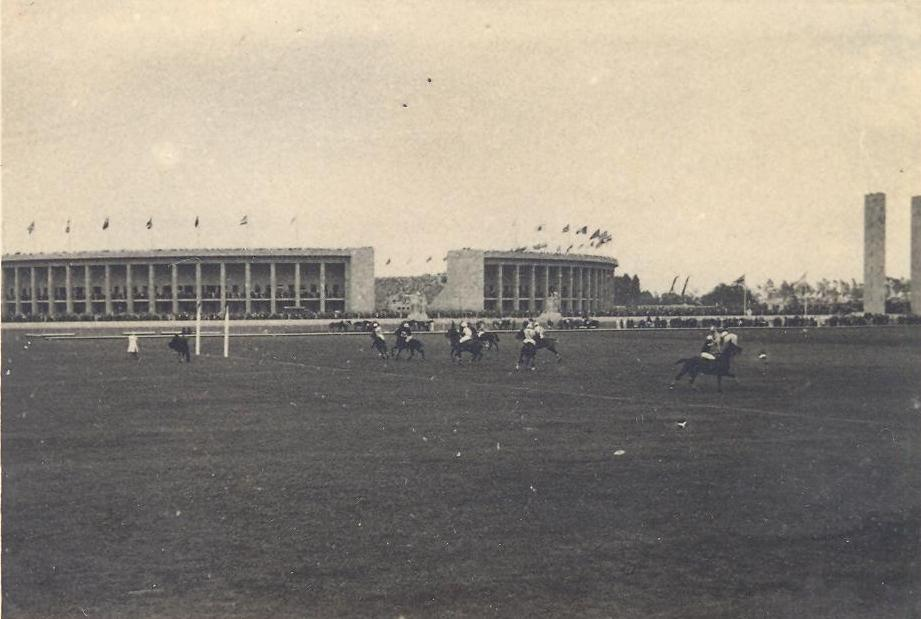
Polo aux Jeux olympiques de 1936

| Place | Nation                                                                                  |
| ----- | --------------------------------------------------------------------------------------- |
| 1     | Argentine                                                                               |
|       | Joueurs de réserve Enrique J. Alberdi Diego Cavanagh Juan Diego Nelson                  |
| 2     | Royaume-Uni                                                                             |
| 3     | Mexique                                                                                 |
|       | Joueurs de réserve Alfinio Flores Miguel Salvagoitia                                    |
| 4     | HongrieKálmán Bartalis István Bethlen Tivadar Dienes-Öhm Dezső Kovács Imre Szentpály    |
| 5     | Allemagne Heinrich Amsinck Walter Bartram Arthur Köser Robert Miles ReinckeErich Ottens |

## Résultats

### Éliminatoires
| 3 août | Royaume-Uni | - | Mexique   | 13 - 11 |
| 4 août | Hongrie     | - | Allemagne | 8 - 8   |
| 5 août | Argentine   | - | Mexique   | 15 - 5  |

### Partie rejouée
| 6 août | Hongrie | - | Allemagne | 16 - 6 |

### Partie pour la3eplace
| 8 août | Mexique | - | Hongrie | 16 - 2 |

### Finale
| 7 août | Argentine | - | Royaume-Uni | 11 - 0 |

## Sources
- Liste des médaillés sur le site officiel du CIO